# 朝日社会福祉賞
朝日社会福祉賞（あさひしゃかいふくししょう）は、朝日新聞社関連団体である朝日新聞厚生文化事業団が主催する福祉に関する賞。
基は朝日新聞社主催の朝日賞の一部・社会福祉の部として、1947年に創設されていたが、1992年に朝日賞を学術関連を中心にした総合賞に移行したのに伴い、改めて、社会福祉の部門を独立し本賞が創設された。

## 受賞者
- 1994年 高柳泰世
- 1997年 羽田澄子
- 1998年 柏木哲夫
- 2002年 黒柳徹子